# Ciudad con inteligencia
El término y concepto de ciudad con inteligencia (en inglés Intelligent city), que es ligeramente diferente de ciudad inteligente (en inglés smart city), tiene varios significados, según sean el autor y la literatura que se consulta. Pueden encontrarse al menos cinco descripciones de lo que debe entenderse como ciudad con inteligencia:
1. Muchas veces, este concepto se asocia con una reconstrucción virtual de una ciudad (por ejemplo para que sirva de modelo de simulación de una determinada ciudad, y así poder estudiar distintos tipos de fenómenos, como ser impacto de determinadas obras proyectadas o en ejecución sobre la circulación vehicular, posible impacto a futuro por efecto de un esperado aumento del parque automotor, etc), o directamente con una ciudad virtual (Droege-1997).[1] También, el término es usado y ya fue usado como un equivalente de 'ciudad digital', 'ciudad de información', 'ciudad conectada', 'teleciudad', 'ciudad basada en conocimiento', 'comunidad electrónica', 'espacio comunitario electrónico', etc, cubriendo una amplia gama de aplicaciones electrónico-digitales, particularmente relacionadas al espacio digital de ciudades y comunidades (MIMOS).
2. Otra significación fue la atribuida por la World Foundation for Smart Communities (en español "Fundación Mundial de Comunidades Inteligentes"), que asocia el concepto de 'ciudad digital' con el crecimiento inteligente, o sea, un tipo de desarrollo basado muy particularmente en las tecnologías de información y comunicación. Según este enfoque, una 'comunidad con inteligencia' sería una comunidad que hace un esfuerzo consciente para usar la tecnología de la información para de forma significativa impulsar mejoras en la vida corriente y en el trabajo y en la vida económico-financiera dentro de un determinado territorio, en vez de seguir una orientación incremental no planificada basada fundamentalmente en iniciativas privadas y públicas pero no particularmente coordinadas entre sí (California Institute for Smart Communities-2001).[2]
3. Una ciudad con inteligencia también puede ser definida como un ambiente inteligente, que introduce tecnologías de información y de comunicación (TIC) para inducir la creación de ambientes interactivos. Con esta perspectiva, una ciudad con inteligencia (o en términos más generales un espacio con inteligencia) se refiere a un ambiente físico en el cual las tecnologías de la comunicación y la información, además de implantar extensos sistemas de sensores, insertan también mecanismos de medición en los propios objetos físicos y en los propios ambientes en los que trabajamos, descansamos, viajamos, y realizamos actividades sociales diversas en relación con esparcimiento, cuidado de la salud, etc. (Steventon-Wright-2010).[3]
4. Una ciudad con inteligencia también puede ser definida como un territorio que introduce TICs y sistemas innovativos dentro del propio territorio. El Foro de Comunidades Inteligentes[4] desarrolló una lista de indicadores que crean un marco conceptual para la comprensión de cómo las comunidades y regiones pueden ganar ventajas comparativas en la economía de hoy, que podría ser llamada "economía de banda ancha". Según este enfoque, para tener una ciudad con inteligencia sería necesario combinar: (1) oferta amplia de banda ancha para empresas, áreas gubernamentales y estatales, y residencias; (2) educación, entrenamiento, y fuerza de trabajo eficaces, para permitir generar y utilizar servicios de conocimiento; (3) políticas y programas que promuevan la democracia digital, reduciendo la exclusión digital, para garantizar que todos los ciudadanos y todos los sectores de la sociedad se beneficien de la llamada "revolución de banda ancha"; (4) innovaciones en los sectores público y privado, e iniciativas para impulsar agrupamientos económicos y de capital de riesgo, para apoyar el desarrollo de nuevos emprendimientos; y además (5) marketing del efectivo desarrollo económico de la comunidad, para así atraer trabajadores y empresarios talentosos.
5. En una línea similar, ciudades (o comunidades, o clusters, o regiones) con inteligencia, son aquellos territorios caracterizados por una alta capacidad de innovación y de aprendizaje, con una marcada tendencia de su población a su adaptación a nuevas circunstancias y a la creatividad, con instituciones bien adaptadas a la generación de conocimiento, y con una buena infraestructura digital para comunicación y gestión del conocimiento. La característica distintiva de una ciudad con inteligencia es su buen desempeño en materia de innovación, ya que la solución de nuevos problemas y la creatividad son aspectos distintivos de la inteligencia (Komninos - 2002 y 2006).[5][6]
6. En fin, otra posible definición es la que se sintetiza en el cuadro adjunto, donde se señala que ciudades con inteligencia serían las que disponen de integrados 'sistemas innovativos', que combinarían 'clusters innovativos', 'instituciones que utilicen tecnologías avanzadas de enseñanza-aprendizaje', y 'espacios digitales de innovación'. Este tipo de plataformas de soporte para la creación y la mejora de 'espacios digitales inteligentes' deberían en particular desarrollar cinco importantes áreas innovativas-clave: (A) Inteligencia estratégica (en inglés: Strategic intelligence); (B) Amplia diseminación de tecnologías; (C) Colaboración innovativa (Cerebro Global); (D) Incubación de nuevas compañías; (E) Mercadeo electrónico (o e-mercadeo) y sistemas de visitas virtuales.

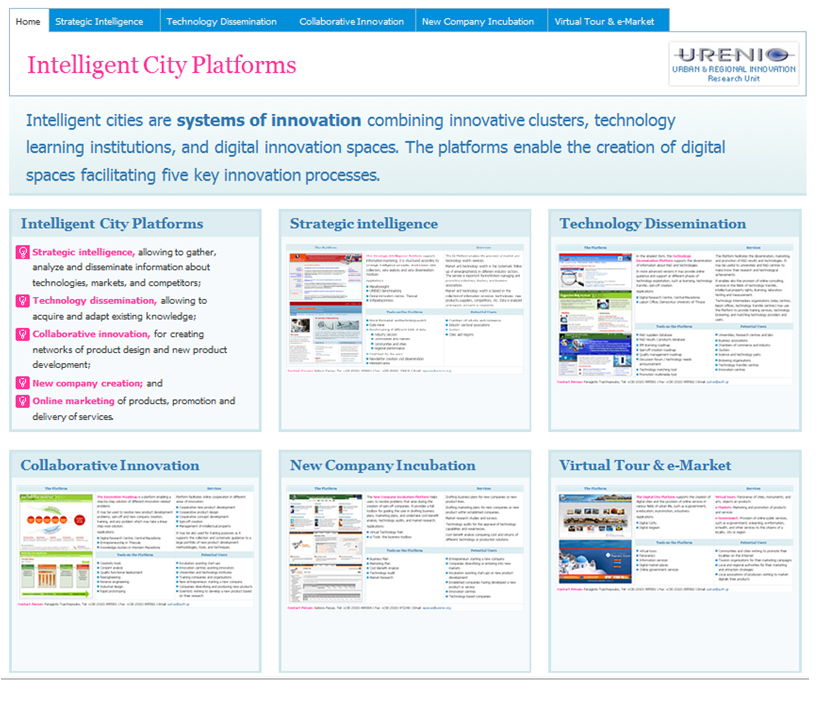
Plataforma de ciudades con inteligencia (Laboratorio URENIO en la Universidad Aristóteles de Salónica, Grecia).

Al margen de las diferencias en las definiciones recién enumeradas, en líneas generales puede decirse que una ciudad con inteligencia es un concepto bastante próximo al de una ciudad digital, que puede ser concebida como un territorio con menos prestaciones y aspiraciones que una ciudad inteligente, aunque claro está, la frontera entre ambos conceptos es difusa, y además, la aplicación de uno u otro término en muchos casos concretos depende de las decisiones de momento tomadas por las jerarquías del proyecto y/o por sus asesores de imagen.

When describing people, there’s a difference between smart and intelligent. Intelligence, the measure of a person’s ability to learn, is inherent. Smart on the other hand, refers to learned inferences and requires effort and experience. Smart people are sensitive to their surroundings and know things that can help them achieve their goals. Intelligent people seek to understand what they know and find new ways to improve the world around them by analyzing the way things work. With cities, it’s the same.
Traducción al español:

In services provision by local administrations, digital cities are placed downstream between the public authority and the citizen as recipient of services (as digital marketplaces); while intelligent cities are placed upstream between the citizens and the public authority, enabling co-creation and co-design of services (as 'Living lab'). This view explains why the main building blocks of intelligent cities are related to innovation and problem solving processes, such as 'competitive intelligence', 'technology absorption', 'collaborative product development', and 'new product promotion'.
Traducción al español:

## Las tres dimensiones de las ciudades con inteligencia
Las ciudades con inteligencia evolucionan tendiendo a construir una fuerte integración de todas las dimensiones posibles de la inteligencia: humana, colectiva, y artificial, que podrían encontrarse presente en una ciudad. Dicha integración se elabora estableciendo aglomerados multi-dimensionales, donde se combinan las tres principales dimensiones recién citadas (Komninos-2006, pp. 17-18; Komninos-2008, pp. 122-123).
La primera dimensión está ligada a las personas de la ciudad: inteligencia, inventiva, y creatividad de los individuos que viven o trabajan en la ciudad, o que en ella están de paso. Esta perspectiva fue descrita por Richard Florida como la ‘ciudad creativa’, que agrega valores y objetivos a la ‘nueva clase creativa’, cuya fuerza radica en el talento, saber, y empuje, de cientistas, artistas, empresarios, capitalistas de riesgo, además de individuos creativos con otras diversas características, quienes pueden llegar a tener enorme impacto en la organización de los espacios de trabajo, de esparcimiento, y de descanso, así ayudando directa e indirectamente al progreso de las compañías, y a un mejor desarrollo de la propia ciudad.
La segunda dimensión tiene que ver con la inteligencia colectiva de la población de una ciudad: 'es la capacidad de las comunidades humanas para crear sinergias y cooperar intelectualmente en creaciones, innovaciones, e invenciones'; 'es el aprendizaje y proceso creativo colectivo realizado a través de intercambio de informaciones, de conocimiento, y de posibilidades de creatividad intelectual'; 'es la capacidad de un grupo para organizarse, para debatir y decidir respecto de su propio futuro, para controlar desvíos en contextos complejos' (Atlee-2004). Esta dimensión en buena medida está basada en las instituciones de la ciudad, que permiten la cooperación y la compatibilización de esfuerzos de múltiples actores en cuanto a conocimiento, innovación, e iniciativas.
La tercera dimensión está relacionada con la inteligencia artificial, de diversas formas bien integrada al ambiente físico de la ciudad, y disponible para su uso por parte de la población, en la propia infraestrutura de comunicaciones, en los espacios digitales, en las herramientas públicas disponibles para por ejemplo solucionar distintas problemáticas relativas a la polución y a los peligros de la ciudad.
Así, el concepto de "ciudad con inteligencia" integra también las tres dimensiones principales de una aglomeración: sus espacios físicos, sus estructuras institucionales, y sus herramientas digitales. Consecuentemente, el término "ciudad con inteligencia" describe y engloba un territorio con:
1. actividades bien planificadas y desarrolladas, que se relacionan con el conocimiento;
2. rutinas integradas de cooperación social, permitiendo que el conocimiento y el know-how sean adquiridos y adaptados;
3. un conjunto de infraestruturas de comunicación, espacios digitales, y herramientas de apoyo al conocimiento e innovación;
4. una habilidad comprobada para innovar, para gerenciar, para resolver problemas que surgen por primera vez.

## Ciudades con inteligencia - ciudades digitales - ambientes inteligentes - ciudades inteligentes
Un punto importante para mejor comprender qué es realmente una ciudad con inteligencia es saber bien diferenciar este concepto de otras formas de espacios inteligentes o territorios inteligentes: ciudad digital; ambiente inteligente; ciudad inteligente.
Todas las ciudades con inteligencia son también ciudades digitales, pero no todas las ciudades digitales pueden ser catalogadas como ciudades con inteligencia (Komninos-2002, pp. 195-201). La diferencia principal está en la capacidad para resolver problemas. Véase que la característica distintiva de las ciudades digitales fundamentalmente está en la oferta de servicios a través de comunicaciones digitales; considérese por ejemplo los siguientes casos:
1. La administración de una ciudad (o de una comunidad local) ofrece servicios en línea (a través de su portal en la Web), que antes ofrecía directamente sólo en forma presencial; este es un caso típico de servicio de una ciudad digital;
2. Una comunidad crea nuevos servicios para sus ciudadanos, usando espacios digitales y herramientas digitales para consultarlos, y con posibilidades de desarrollos colaborativos en línea; esto también es un desarrollo típico de una ciudad digital.

Respecto del segundo caso, el espacio digital se dota de herramientas que contribuyen a aumentar la capacidad de la comunidad para usar la inteligencia colectiva, y así encontrar nuevas soluciones a uno o varios problemas.
Por regla general, puede decirse, en cuanto a la oferta de servicios, que las ciudades digitales se colocan entre las autoridades públicas y los ciudadanos, como "recipiente o reservorio de servicios", o sea como mercados digitales, y que por su parte las ciudades con inteligencia se colocan como cocreadoras de servicios —por ejemplo, como un laboratorio vivo. Esta visión explica porqué los principales elementos constituyentes de una ciudad con inteligencia, se relacionan con la innovación y con los procesos de resolución de problemas, tales como la inteligencia competitiva, la absorción de tecnología, el desarrollo colaborativo de productos, y las nuevas estrategias de promoción de productos.
Los ambientes inteligentes son espacios digitales en los que la integración digital deja los límites del computador, para volverse embutida en los entornos y en la infraestructura de la ciudad. Los ambientes inteligentes pueden combinarse y articularse tanto con las ciudades digitales (por ejemplo automatizando la cadena de entrega de servicios), como con las ciudades inteligentes y las ciudades con inteligencia, automatizando la colecta y el procesamiento de informaciones en el proceso de desarrollo de un nuevo producto o servicio.
Y por último, puede resaltarse que una ciudad con inteligencia es una ciudad que al menos le falta alguna cosa más o menos trascendente para convertirse en ciudad inteligente, o sea, lo que falla o falta o no está muy desarrollado en las ciudades con inteligencia es el enfoque holístico de las ciudades inteligentes.

## La globalización y las ciudades con inteligencia
Publicaciones recientes sobre ciudades con inteligencia y ciudades inteligentes o ciudades eficientemente inteligentes, refuerzan la convergencia entre sistemas innovativos y ambientes virtuales para la creación de sistemas globales de innovación (Bell-2009; Komninos-2008; IJIRD-2009). La teoría de la innovación abierta (Open Innovation) mostró que cambió el énfasis en el proceso de innovación, desde las empresas a las redes de innovación externas y a los ambientes de conocimiento, los que ahora tomaron dimensiones globales gracias a las mejoras en las comunicaciones y en particular gracias a Internet y a los servicios montados sobre la WWW. Los espacios virtuales y los sistemas embebidos están generando nuevos ambientes híbridos (eco-sistemas digitales globales, laboratorios vivos, máquinas inteligentes —o i-hubs—, monedas inteligentes —e-coins e i-coins—, ciudades inteligentes con gobierno electrónico, ciudades digitales, etc.), que amplifican el uso de las redes, así como la experimentación y la innovación en escalas globales.